# کرن شارپ
کرن شارپ (انگلیسی: Karen Sharpe؛ زادهٔ ۲۰ سپتامبر ۱۹۳۴) یک هنرپیشه و تهیه‌کننده اهل ایالات متحده آمریکا است.

## بخشی از فیلمشناسی
از فیلم‌ها یا برنامه‌های تلویزیونی که وی در آن نقش داشته‌است می‌توان به آثار زیر اشاره کرد.
- تک‌تیرانداز (۱۹۵۲)
- متکبرها ()
- خدمتکار نامرتب ()